# シンガポール總攻撃
『シンガポール總攻撃』（シンガポールそうこうげき）は、1943年（昭和18年）に大映が製作、天長節に合わせて公開された戦争映画・国策映画である。

## 概要
戦意高揚のためマレー作戦、シンガポールの戦いを題材にした作品で、文部省推薦映画である。本作は砲兵隊、銀輪部隊（自転車部隊）の視点から日本軍の進撃を描写している。
1942年6月に先遣隊が現地ロケへ向かい、約9か月撮影が現場で行われた。同時期に東宝がマニラで『あの旗を撃て』の現地ロケを敢行中であったが、それに先立ち初めての南方ロケであった。出演者にはイギリス軍捕虜が動員されたという。
この映画のロケを応援した古賀聖人は、本作に出演していた中田弘二ら多くの俳優を流用し、木村桂三脚本による谷豊の伝記映画『マライの虎』のロケを西村四郎の撮影で進め、本作以上の好評を得たとされる。本作はフイルムの現存が確認されていない。

## あらすじ
マレー半島に上陸した日本軍は銀輪部隊を率いて前進する。鬱蒼としたジャングルで自転車を捨て、舟艇で川を進み、敵と遭遇しては何度も銃撃戦となりながらも駆逐する。
重要な基地を占領した日本軍は、イギリス兵が残した缶詰の山を「チャーチル給与」と呼んでごちそうとばかりに貪る。そこへ慌てて将校が現れ、「高級チョコレート」が下剤と判明し、兵たちに警告する。やがてクアラルンプールへ進軍すると、日本人が経営していた店がイギリスの敗残兵に荒らされた跡や「ホワイトオンリー」と記された差別的な標識が建物にあった。
日本軍はジョホール水道を渡河しようとするが、敵弾の抵抗に逢う。

## キャスト

### 日本軍
- 山本少佐 - 村田宏寿
- 築紫大尉 - 南部章三
- 宮本中尉 - 中田弘二
- 堀川曹長 - 堀江孝太郎
- 八木澤軍曹 - 押本映治
- 寺井兵長 - 井上敏正
- 金丸上等兵 - 中佐古初三
- 小島一等兵 - 星ひかる
- 兵士 - 小林桂樹

## 登場兵器
- ブレン軽機関銃[1]※同資料には捕虜の出演者と思われる白人男性が確認できる。
- 十一年式軽機関銃※激戦中に突っ込みが起き、射手が故障排除のため愛人の形見であるかんざしで修理し、勝利を得る場面があるとされる[2]

## スタッフ
- 監督 = 島耕二
- 脚本 = 永見隆二
- 音楽 = 杉山長谷雄
- 撮影 = 相坂繰一
- 美術 = 進藤誠吾

## その他
- 大映の永田雅一専務は当時潜水艦の影響で海路が危うい状況だったことから、現地ロケに向かう撮影隊に「万一、生命を失うような事あれば、会社は責任をもって残された諸君の家族の面倒を見る」と激励して見送っていた。
- 水町青磁は『シンガポール總攻撃』と『マライの虎』の俳優が共通していることについて「同じ期間に、同じ場所で、兵隊になったり、悪意はなくとも無頼漢に違いない非合法的な人物（谷豊）になったりすることからくる違和感」と指摘した。
- 大場弥平は本作にイギリス兵、インド兵捕虜を起用したことにつて「実戦さながらの敵愾心を高揚するため沢山の英印の捕虜を使ったあたりはよい思い付き。」としながらも「英印兵の散兵線の構成や、動作の一つ一つは前線で叩きつけられ散々な目に逢った敗残兵が、一方の血路を開かんがため窮鼠猫を噛むといった死に潜るいの雰囲気は出ていない。近代戦の惨烈な鉄槌を喰い敗走に敗走を続けた英印兵など、まるで半狂乱のような状態であろうと思う。その気分が少しも出ていないのは惜しい」と評した。

- 兵士役として出演した小林桂樹は本作の撮影に実弾を使用した、映画に捕虜を出演させたことで撮影隊が戦犯に問われる可能性があったと証言している。戦後になって捕虜が撮影隊の潔白を証言し、事なきを得たという[3]。